# Osiecznica (gemeente)
De gemeente Osiecznica (Duits: Wehrau) is een landgemeente in het Poolse woiwodschap Neder-Silezië, in powiat Bolesławiecki.
De zetel van de gemeente is in Osiecznica.
Op 30 juni 2004 telde de gemeente 7077 inwoners.

## Oppervlakte gegevens
In 2002 bedroeg de totale oppervlakte van gemeente Osiecznica 437,07 km², waarvan:
- agrarisch gebied: 8%
- bossen: 61% (Bory Dolnośląskie)

De gemeente beslaat 33,54% van de totale oppervlakte van de powiat.

## Demografie
Stand op 30 juni 2004:
| Omschrijving                   | Totaal | Totaal | Vrouwen | Vrouwen | Mannen | Mannen |
| ------------------------------ | ------ | ------ | ------- | ------- | ------ | ------ |
| eenheid                        | aantal | %      | aantal  | %       | aantal | %      |
| inwoners                       | 7077   | 100    | 3549    | 50,1    | 3528   | 49,9   |
| bevolkingsdichtheid (inw./km²) | 16,2   | 16,2   | 8,1     | 8,1     | 8,1    | 8,1    |

In 2002 bedroeg het gemiddelde inkomen per inwoner 1607,61 zł.

## Plaatsen
Bronowiec, Długokąty, Jelenie Rogi, Jeziory, Kliczków, Luboszów, Ławszowa, Ołobok, Osiecznica, Osieczów, Parowa, Poświętne, Przejęsław, Świętoszów, Tomisław.

## Aangrenzende gemeenten
Bolesławiec, Iłowa, Małomice, Nowogrodziec, Szprotawa, Węgliniec, Żagań

## Geboren
- Abraham Gottlob Werner (1749-1817), Duits (Pruisisch) mineraloog en geoloog